# Przewalski-Rennratte
Die Przewalski-Rennratte (Brachiones przewalskii) ist eine eng mit den Rennratten verwandte Art der Rennmäuse und die einzige Art der Gattung Brachiones.
Benannt nach Nikolai Michailowitsch Prschewalski wurde sie 1889 von Eugen Alexander Büchner als Gerbillus przewalskii beschrieben.
Von den Rennratten kann sie durch den Bau des Schädels und des Gebisses abgegrenzt werden.
Die Przewalski-Rennratte bewohnt Wüstengebiete im Nordwesten Chinas und ist nicht gefährdet.
Der ohne Schwanz sieben bis zehn Zentimeter lange, gedrungene Körper, die verkürzten Ohren und die verlängerten Krallen der Vorderpfoten deuten auf eine grabende Lebensweise hin. Die Schwanzlänge beträgt sechs bis acht Zentimeter. Das Fell ist oberseits blass braungelb bis hellgrau und unterseits weiß.

## Körpermerkmale
Der Körper der Przewalski-Rennratte ist gedrungen, die Ohren sind verkürzt und die Krallen der Vorderpfoten sind verlängert. Die Sohlen der Hinterpfoten sind dicht mit Haaren bedeckt, die der Vorderpfoten sind unbehaart.
Das kurze Fell ist oberseits blass braungelb bis hellgrau.
Die gesamte Unterseite, die Vorderpfoten und die Hinterpfoten sind weiß. Der verkürzte, schlanke und spitz zulaufende Schwanz ist durchweg braungelblich oder weißlich und weist keine Quaste auf.
Die Kopf-Rumpf-Länge beträgt 67 bis 103 Millimeter, die Schwanzlänge 56 bis 78 Millimeter, die Hinterfußlänge 22 bis 24 Millimeter, die Ohrlänge 6 bis 9 Millimeter, die größte Schädellänge 24 bis 29 Millimeter und das Körpergewicht 12 bis 42 Gramm.
Die Ohrlänge beträgt etwa ein Drittel der Hinterfußlänge einschließlich Krallen.
Der Schädel ist kurz und breit, die Schnauze ist kurz und die Nasenbeine sind kurz und schmal. Das Stirnbein ist breit
und das Jochbein verläuft steil nach außen.
Kennzeichnend für die Przewalski-Rennratte sind der große Augenhöhlenabstand und der breite Hirnschädel.
Dieser gibt dem Schädel seine dreieckige Form.
Vom Schädel der Rennratten unterscheidet er sich durch die sehr kurzen Schneidezahn- und hinteren Gaumenlöcher sowie die trotz sehr großer Paukenblasen kaum entwickelte Eustachi-Röhre.
Die oberen Schneidezähne sind gerade, also nicht nach hinten gebogen und weisen auf der Vorderseite eine Längsfurche auf.
Beim ersten und beim zweiten Backenzahn sind die Verbindungen zwischen den Zahnleisten sehr breit und können selbst bei mäßigem Abrieb festgestellt werden. Einzigartig unter den Rennmäusen ist die wesentliche Verkleinerung des Anteroconid am ersten unteren Backenzahn, also eine sekundäre Reduzierung der Zahnleisten.

## Lebensweise, Verbreitung und Bestand
Der Lebensraum der Przewalski-Rennratte sind Wüstengebiete.
Sie bevorzugt halbdauerhafte, mit Sträuchern bewachsene oder sich in der Nähe von bewaldeten Gebieten befindende Sanddünen.
Der Körperbau deutet darauf hin, dass sie eine grabende Lebensweise entwickelt hat.
Im Vergleich zu anderen Rennmäusen ist das Bausystem recht einfach. Die Öffnung hat einen Durchmesser von etwa 4,5 Zentimetern und die Gänge verlaufen nicht tiefer als 60 Zentimeter. Die Populationsdichte ist deutlich niedriger als bei anderen Rennmäusen.
Das Verbreitungsgebiet der Przewalski-Rennratte sind trockene Gebiete in China.
Sie bewohnt die Wüsten vom Norden Xinjiangs, über den Norden Gansus bis zum Westen der Inneren Mongolei nördlich des Tianshan.
Sie ist nur aus dem Holozän Chinas bekannt
und kommt nicht in der Mongolei vor.
Die Weltnaturschutzunion IUCN stufte die Przewalski-Rennratte 1996 und 2008 als nicht gefährdet („least concern“) ein. Begründet wird dies mit der weiten Verbreitung, dem vermutlich hohen Bestand, dem Fehlen wesentlicher Bedrohungen und der Unwahrscheinlichkeit eines deutlichen Bestandsrückgangs. Maßnahmen zum Artenschutz der Przewalski-Rennratte sind nicht bekannt, sie könnte jedoch in Schutzgebieten vorkommen. In der regionalen Roten Liste Chinas wurde sie 2004 ebenfalls als nicht gefährdet geführt.

## Systematik und Nomenklatur
Die Przewalski-Rennratte ist die einzige Art der Gattung Brachiones. Aufgrund mehrerer abgeleiteter Merkmale des Schädels und des Gebisses ist die Gattung klar abgegrenzt. Sie ist wahrscheinlich eng mit den Rennratten verwandt, mit denen sie eine monophyletische Gruppe innerhalb der „höheren Rennmäuse“ (Rhombomyina) bildet.
Pawlinow und Mitarbeiter (1990), McKenna und Bell (1997), Pawlinow (2003), Musser und Carleton (2005) sowie Pawlinow (2008) ordnen sie einer die „höheren Rennmäuse“ umfassenden Tribus Rhombomyini, Untertribus Rhombomyina oder Untertribus Merionina zu. Sokolow und Orlow (1980) halten sie für dieselbe Art wie die Mittagsrennratte. Tong (1989) hält sie dagegen für mit der Fettschwanz-Rennmaus verwandt. Smith und Hoffmann (2008) unterscheiden drei Unterarten:
- Brachiones przewalskii przewalskii (Büchner, 1889) in Xinjiang und Gansu,
- Brachiones przewalskii arenicolor (Miller, 1900) in Xinjiang im Westen des Tarimbeckens sowie
- Brachiones przewalskii callichrous Heptner, 1934 in der Inneren Mongolei.

Das Typusexemplar der Przewalski-Rennratte wurde in der Wüste Lop Nor gefunden.
Benannt nach Nikolai Michailowitsch Prschewalski
wurde es 1889 von Eugen Alexander Büchner
als Gerbillus przewalskii beschrieben.
Die Gattung Brachiones (von altgriechisch brachion βραχιων, ‚Arm‘) mit der Typusart Brachiones przewalskii beschrieb Oldfield Thomas 1925.
Als deutscher Trivialname wird „Przewalski-Rennratte“ (Grzimek, 1988;
Macdonald, 2004)
verwendet.

## Weblink
- Brachiones przewalskii in der Roten Liste gefährdeter Arten der IUCN 2013.2. Eingestellt von: A.T. Smith, C.H. Johnston, 2008. Abgerufen am 22. Dezember 2013.